# 抗日救亡歌咏运动
抗日救亡歌咏运动是中国抗日战争期间席捲全國的一个爱国运动，始于九一八事变，在一二九运动开始扩大影响，七七事变后达到高潮。代表人物为聂耳、任光、张曙、吕骥、贺绿汀、冼星海等，他们创作了《黄河大合唱》等3000至4000首抗日救亡歌曲。

## 历史
九一八事变发生后，黄自写出《抗敌歌》，是中国最早的抗日救亡主题合唱作品。同时，他和任光、张曙建立了中国新兴音乐研究会。
一二九运动发生后，中国爆发大规模抗日救亡运动，北京的燕京大学、清华大学等14个学校组成了合唱团，南京的金陵大学、金陵女子大学、中央大学和南京歌咏团建立了南京歌咏协会，香港也建立了30多个小型歌咏队，均以抗日救亡为己任。
1935年吕骥与沙梅在上海建立了“业余合唱团”和“歌曲研究会”，创作《牺牲已到最后关头》、《大刀进行曲》、《打回老家去》、《救国军歌》等抗日歌曲，并开始传唱苏联的《祖国进行曲》、《青年战歌》等。1936年末，吕骥和刘良模等人到綏遠抗戰前线举办了军民联合歌咏大会。
1938年，许多抗战组织在武汉建立了中华全国歌咏协会，举办了抗战歌曲播送会、九一八纪念音乐会等大型活动。中华民国政府也对此表示支持，1938年郭沫若的国民政府军事委员会政治部第三厅建立，并联合冼星海、张曙等人举办了抗战扩大宣传周、七七抗战周年纪念歌咏集会、抗战献金音乐大会等活动。1946年，南京市公办和私立中小学校在南京市公共体育场庆祝抗战胜利的万人大合唱。

## 政府法规
中华民国颁布的抗日救亡歌咏运动相关法规包括：《教育部实验巡回歌咏团简章》（1938年）、《教育部巡回歌咏团指导组织县市歌咏团办法》（1938年）、《教育部巡回戏剧教育队暂行简章》（1938年）、《教育部实验戏剧教育队暂行简章》（1941年）、《教育部音乐教导员训练班简章》（1938年）、《教育部音乐教导员训练班招考学员简章》（1938年）、《教育部征求抗战剧本办法》（1938年）、《教育部征求抗战剧本评选委员会组织规则》（1939年）、《各省巡回歌咏戏剧队组织办法》（1939年）、《各省市推进音乐戏剧教育要项》（1939年）、《推进戏剧教育要点》（1941年）、《各省市举办音乐戏剧教研人员训练班办法要点》（1942年）。